# Terňa
Terňa (in ungherese Ternye) è un comune della Slovacchia facente parte del distretto di Prešov, nella regione omonima.